# ماسک (فیلم ۱۹۶۱)
ماسک (انگلیسی: The Mask) فیلمی کانادایی در سبک ترسناک است که در سال ۱۹۶۱ منتشر شد.